# Hagu Barat Laut
Hagu Barat Laut is een bestuurslaag in het regentschap Lhokseumawe van de provincie Atjeh, Indonesië. Hagu Barat Laut telt 3476 inwoners (volkstelling 2010).